# ال مودامینتو
ال مودامینتو (به اسپانیایی: El Mudamiento) یک منطقهٔ مسکونی در اسپانیا است که در استان آلیکانته واقع شده‌است. ال مودامینتو ۴۸۵ نفر جمعیت دارد و ۱۶ متر بالاتر از سطح دریا واقع شده‌است.